# Gonocaryum gracile
Gonocaryum gracile är en järneksväxtart som beskrevs av Friedrich Anton Wilhelm Miquel. Gonocaryum gracile ingår i släktet Gonocaryum och familjen Stemonuraceae. Inga underarter finns listade i Catalogue of Life.